# Amora Futebol Clube
O Amora Futebol Clube é um clube de futebol português, localizado na Praceta Estevão Amarante, na freguesia de Amora, município do Seixal, distrito de Setúbal.
É sócio honorário da Associação de Futebol de Setúbal. Tem o número 268 na Federação Portuguesa de Futebol.

## História
O clube foi fundado a 1 de Maio de 1921, o dia do trabalhador, durante um dos habituais piqueniques realizados pela comunidade amorense na Quinta da Princesa, primeiramente com o nome de Amora Football Club.
Os seus fundadores foram Mário de Carvalho, Guilherme Pestana, João Baptista, Julião Garcia, Tomás Alves, António Soares, Joaquim Monteiro, Oswaldo Reuter, Guilherme Reuter, Joaquim Zacarias, Leopoldo Grilo, Carlos de Azeitão, António Policia, Álvaro dos Santos, Jacinto Caixeiro, Alberto Rodrigues de Almeida (Malacato), Tomás da Cachamouca e António Manta.
O clube adoptou como sinais distintivos as cores azul, como predominante, e o branco e no símbolo da coletividade um signo de seimão e a bola de futebol.
Depois da fundação a principal luta dos responsáveis diretivos do clube foi encontrar um local onde implantar o campo de jogos do clube. Conseguida a construção do Campo da Medideira, o clube começou a participar em competições oficiais na modalidade rainha que era o futebol.
A primeira sede do clube situava-se na Rua das Amoreiras, tendo depois passado para o Largo 5 de Outubro, mais tarde no Largo Machado dos Santos e posteriormente para a Av. Marginal Silva Gomes onde se fixou durante muitos anos. Atualmente não possui sede social e funciona unicamente a secretaria no Estádio da Medideira.
Neste momento (2024), o Amora FC é composto pela SAD, liderada por José Maria Gallego, através da Odemira Capital. A Amora FC SAD disputa a Campeonato de Portugal, e conta com 5 equipas (Equipa Principal, Equipa B, Sub 22, Sub 19 e Sub 18). O clube tem todos os escalões de formação, dos Sub-17 (16 anos) até aos 5 anos de idade.

### Antes da Fundação…
Estávamos no ano de 1918 e na Amora existia um grupo de rapazes que se juntavam para jogar à bola nos recintos da terra. Foram eles os criadores do Amora Football Club que hoje todos conhecem como Amora Futebol Clube.
O largo do Lavadouro era um dos locais preferidos para se jogar ou treinar, no entanto não podendo ser ali era noutro largo da terra. Até que um dia decidiram arranjar um local onde o pudessem fazer, sem ter as mulheres a reclamar junto do lavadouro e sem estar perto da estrada principal. Assim rumaram ao Cabo da Marinha, junto ao Rio Judeu.
O local foi escolhido não só pela largura do espaço mas também porque não era local de passagem. Mas um problema surgiu, quando as águas das marés grandes subiam alagavam o campo. Fizeram-se então valas para escoamento dessas águas, com ajuda de prumos marcou-se o terreno e com alguma madeira fizeram-se as balizas, o local já tinha outro aspeto e já se parecia com um campo de futebol, embora muitas vezes alagado. Era o nascimento do Campo do Cabo da Marinha.
Na altura jogava-se à bola descalço, por isso decidiram adquirir alguns equipamentos, mas faltava o dinheiro … então arranjaram alguns sócios, mas o dinheiro não chegava, foi aí que realmente as coisas começaram a tomar um rumo mais sério.
Formou-se uma comissão composta por Mário de Carvalho, Guilherme Pestana e João Baptista, que visitaram todos os comerciantes da terra (de entre outras empresas podemos destacar a Fábrica de Vidros que na altura existia ) para angariar dinheiro, de forma a concretizar o sonho do Grupo de Futebol. Três tostões daqui … três mil reis dali … e lá se foi resolvendo o problema da angariação de fundos para o primeiro equipamento do grupo.
Havia uma decisão a tomar, era necessário comprar as camisolas … mas de que cor? Foi fácil de chegar a uma conclusão, pois todos gostavam do azul -quem sabe por causa do Belenenses- e assim surgiu a camisola azul, concordando todos com a cor branca para o calção. Até esta esta decisão, o grupo já tinha usado outros equipamentos diferentes, um era de camisa branca e calção preto e um outro com camisa de listas verticais preta e vermelha e calção preto (tipo Milão AC). Só faltava agora a bola de futebol a sério e ela também fez parte das aquisições do grupo pois a velha trapeira ou bola de couro cheia com uma bexiga de porco já não servia.
Tudo se compunha … só nos faltava um símbolo e o escolhido pelo grupo foi um Cinco Saimão (uma estrela de cinco bicos) e uma Bola de Futebol. Há quem diga que era o símbolo que vinha inscrito numa cápsula de cerveja da altura, a Pilsner, outros mais sabiamente dizem que foi o símbolo escolhido por ser usado como talismã contra qualquer influência funesta, no entanto este não é um dado concreto.

### A Fundação
O tempo passou e chegamos a 1921, mais propriamente no dia 01 de Maio, dia do Trabalhador e dia em que a comunidade amorense tinha por hábito fazer um piquenique na Quinta da Princesa. Naquela altura, perto do Rio Judeu e dos terrenos do Talaminho, decide-se perante todos, batizar o clube de Amora Football Club. Passado algum tempo decidem fundar a sede do clube, que se situou na Rua da Amoreira, até aí as reuniões do clube realizavam-se na Taberna da Júlia Quim-Quim.
A partir daí deu-se o nascimento oficial do Amora Futebol Clube, com a sede a funcionar como local de encontro e de convívio. O número de sócios aumentou e consequentemente as receitas também, já davam para pagar a renda, a água e a luz.
Com o passar dos anos a sede foi mudando de local, em seguida foi para o Largo 5 de Outubro, mais tarde no Largo Machado dos Santos numa casa que tinha um pátio que servia para os bailaricos e festas, depois foi para a Av. Marginal Silva Gomes onde se fixou durante muitos anos, acabando atualmente por não ter a sua sede social e funcionando unicamente a secretaria no Estádio da Medideira.
Foi presidente da primeira direção o Sr. João Baptista Cunha.
Nesta altura os amorenses ainda não se encontravam filiados nem participavam em campeonato algum, mas aos domingos era habitual jogarem (sem entrada paga) contra os clubes das outras terras vizinhas, Seixal, Paio Pires, Arrentela, Torre da Marinha, etc. As receitas resultavam de alguns peditórios que se realizavam pelo campo, conhecido nestas andanças de coletividades como “o peditório da bandeira”.
Porém o homem sonha e quer sempre mais e o Amora Futebol Clube já começava a ser conhecido em todo o distrito de Setúbal como um conjunto de razoável valor, não podíamos continuar a jogar no Campo do Cabo da Marinha…

### “Precisamos de um campo para jogar!”
Era este o grito de ordem. Um campo vedado onde pudessem disputar os campeonatos a sério.
Muitos alvitres surgiram, quanto ao local do referido campo, Maria Pires (quinta em Amora), Quinta do Conde (outra quinta), mas como adquiri-los se o dinheiro praticamente não existia?
O campo do Cabo da Marinha continuava a ser a única opção. Até que um dia, abençoado dia, estava o Sr. Mário de Carvalho no seu estabelecimento da Fonte de Cima, quando lhe entra pela loja um casal de aspeto nortenho, mais propriamente da zona do Douro, procurando uma propriedade para comprar (eram emigrantes regressados do Brasil). O Sr. Mário de Carvalho que sabia da intenção do seu amigo Sr. Lima em vender a Quinta da Medideira, logo convidou os forasteiros a acompanhá-lo à quinta que se situava mesmo em frente da sua loja, apresentando-os de seguida ao proprietário da mesma. Foram dar uma volta pela quinta e suas dependências e o negócio realizou-se ali no momento, rápido e com pouca troca de palavra.
A partir desse momento o Sr. Mário de Carvalho passou a relacionar-se e a conviver com o Sr. José e a Ti Maria, assim eram os forasteiros vindos do Brasil, tendo estes se tornado amigos e fregueses do seu estabelecimento.
Foi a partir daí que começou a deitar o olho a uma parte da quinta que, paredes meias com a Fábrica da Pólvora, era uma zona de pouco cultivo onde nem as árvores cresciam e que seria o local ideal para o Campo da Bola, como era dito na altura. Murado em volta, paredes meias com o muro da fábrica (previa-se problemas com a Direção da fábrica mas até isso foi ultrapassado pois o gerente e amigo Sr. Martins não se opôs), o pior era convencer o amigo Zé da Medideira.
Um dia, numa das muitas visitas que fazia ao seu amigo, dispôs-se a com ele dar uma volta pela quinta encaminhando-o de encontro ao local escolhido, e aí lhe disse : “Ó Sr. Zé este terreno é o pior que a quinta tem, não tem vinha nem árvores … este sitio vinha mesmo a calhar para aqui fazermos o campo de jogos, o Sr. Zé podia arrendar-nos isto”, mas o nortenho não gostando muito da ideia disse “Ó Sr. Mário nem pensar nisso”.
O amorense não falou mais nisso, mas passado dois dias voltou à quinta para aí almoçar com os seus amigos e voltou à conversa a questão do terreno. A Ti Maria que viu o seu marido renitente em não facilitar o arrendamento disse-lhe “ó Zé, faz isso ao Sr. Mário, não vez que ele é nosso amigo ?”.
A ajuda resultou, e graças à Ti Maria o nortenho decidiu então arrendar o terreno ao Amora FC.
Após concretizado o arrendamento feito na presença de muitos sócios, só se pensava em deitar as mãos à obra, não fosse o Sr. Zé se arrepender.
Munidos de pás, picaretas e enxadas revolveram tudo aquilo, restos de árvores, videiras e até taparam um regadio que por ali passava. Estava adquirido o campo, o Amora Futebol Clube era agora um clube a sério, a sua existência era uma realidade.
O Amora F.C. participou no primeiro Campeonato Oficial do Núcleo de Almada em 1926/27, ano em que começou a jogar no Campo da Medideira, não se sabendo a classificação final, sabendo-se que não ocupou o último lugar.
O Amora participará da Liga 3 na temporada 2025-26.

## O início do futebol competitivo
No ano de 1937 sagra-se campeão do Núcleo de Futebol do Seixal e no ano seguinte conquista o Campeonato da 2ª Divisão Distrital da A.F. de Setúbal, ascendendo, por isso, à 1ª Divisão Distrital daquela associação.
Entre as temporadas de 1939/40 a 1946/47 disputa o Campeonato Nacional da 2ª Divisão, sagrando-se, em 1941, como campeão da Estremadura da 2ª Série daquela competição.
O primeiro Campeonato Distrital da 1ª Divisão da Associação de Futebol de Setúbal conquista-o em 1953/54, façanha que viria a repetir durante a década de 60, vencendo os campeonatos relativos às temporadas de 1961/62, 1962/63,1968/69 e 2017/18.
Após várias presenças no Campeonato Nacional da 3ª Divisão, o Amora FC regressa à 2ª Divisão Nacional na época de 1977/78, depois de ter vencido a Série F da 3ª Divisão Nacional na temporada de 1976/77.
A partir daqui esta coletividade amorense vai entrar no período de ouro da sua história, que culminará com a presença na 1ª Divisão Nacional do futebol português, onde esteve presente durante 3 épocas consecutivas.
Na temporada de 1979/80 vence a Zona Sul da 2ª Divisão Nacional e posteriormente sagra-se Campeão Nacional no segundo escalão do futebol português.
Estava assim conseguido o direito a participar pela primeira vez na sua história no Campeonato Nacional da 1ª Divisão.
No ano da estreia entre os grandes do futebol português, o Amora FC – clube de parcos recursos - protagonizou um autêntico brilharete, alcançado a manutenção através de um excelente 12º lugar no Campeonato Nacional da 1ª Divisão.
Apesar de alguma inconstância na liderança da equipa técnica, cargo pelo qual passaram três treinadores – Mourinho Félix, Arnaldo e Francisco Mário (liderança bicéfala como treinadores jogadores durante apenas uma jornada) e José Moniz – o Amora FC conseguiu realizar uma prova digna de destaque.
Nesta equipa do Amora FC da temporada de 1980/81 destacavam-se jogadores como o guarda redes Jorge Francisco, o defesa e capitão Arnaldo, o médio Pereirinha e o jovem Diamantino Miranda, e os avançados Narciso e Jorge Silva, este o melhor marcador da equipa com 14 golos.
No seu plantel incluía ainda o mítico Vítor Baptista, antigo jogador do Vitória de Setúbal e SL Benfica, e internacional português, mas que em fase descendente da carreira não foi tão importante como se esperava.
Na temporada de 1981/82 o Amora FC foi um pouco mais além. Voltou a garantir a manutenção, afinal o grande objetivo, mas atingiu a sua melhor classificação de sempre no Campeonato Nacional da 1ª Divisão, com um 11º lugar na geral.
Comandado pelo técnico José Moniz, destacava-se na equipa do Amora FC jogadores como o defesa Rebelo, que era também o capitão, os médios Jaime e Formosinho, contratado ao Varzim SC, e o avançado Caio Cambalhota, o melhor marcador da equipa com 14 golos apontados.
Após uma prolongada e acérrima luta com o Académico de Viseu, FC Penafiel e GD Estoril – Praia, o Amora FC foi um dos sobreviventes no Campeonato Nacional da 1ª Divisão de 1981/82, essencialmente fruto dos pontos conquistados em jogos onde a priori se previa a sua derrota.
Venceu no seu reduto o SL Benfica por 1-0 e empatou no Estádio das Antas, contra o FC Porto, 1-1. Estes resultados foram considerados, naturalmente, escandalosos ou surpreendentes.
A equipa do Amora FC tinha um trunfo importantíssimo na disputa do Campeonato Nacional da 1ª Divisão. O seu campo de jogos, em terra batida, causava imensas dificuldades aos opositores.
No Campo da Medideira apenas o Vitoria de Setúbal e o Sporting CP venceram.
No jogo disputado no Estádio Municipal de Guimarães para o Campeonato Nacional da 1ª Divisão de 1981/82, o Vitoria SC venceu categoricamente a equipa do Amora FC por 4-0, sendo este o pior resultado obtido pela formação amorense nesta temporada.
A temporada seguinte, a terceira consecutiva na 1ª Divisão Nacional, terá sido o início do declive do Amora FC.
Nesta época não conseguiu atingir a meta da manutenção, terminando a prova em penúltimo, acabando relegado ao segundo escalão do futebol português.
O Amora FC, inicialmente treinado por José Moniz, que viria a ser substituído à 14ª jornada por António Medeiros, até começou muito bem a competição, alcançando bons resultados. Contudo, com o desenrolar da prova os maus resultados foram surgindo e consequentemente caindo na tabela classificativa até aos lugares de descida.
Nesta temporada de 1982/83 o Vitoria SC, treinado pelo jovem Manuel José, conseguiu empatar a 1-1 no Campo da Medideira. Já em Guimarães, o jogo ficou marcado por um redundante vitoria dos vimaranenses por números expressivos de 7-1.
Este jogo realizou-se a contar para a 27ª jornada do Campeonato Nacional da 1ª Divisão de 1982/83 e foi arbitrado pelo juiz Vítor Gonçalves de Aveiro. Tratava-se de um jogo decisivo para ambas as equipas, numa competição que se encontrava bem perto do final.
Para o Vitoria SC, na luta pelo acesso às competições internacionais de clubes, a vitoria era importantíssima. Por seu turno, para o Amora FC, estava em causa a manutenção e como tal não poderia sair derrotado de Guimarães.
O jogo sorriu aos vimaranenses, que venceram e praticamente garantiram um lugar na Europa do futebol na temporada seguinte, aproveitando, nesta jornada, a derrota do Rio Ave FC na Madeira frente ao CS Marítimo por 3-0, e a derrota do SC Braga, em Setúbal, frente ao Vitoria FC por 2-1. O Amora FC, por seu turno, carimbou aqui o passaporte com destino à 2ª Divisão Nacional.
Após a descida de divisão, a crise abateu-se sobre o Amora FC, tal como aconteceu com quase todos os clubes da região de Setúbal, área do país que sofreu uma enorme depressão económica e desemprego a partir de meados da década de 80.
No final da época de 1984/85 acabou relegado à 3ª Divisão Nacional.
Com Jorge Jesus como treinador iniciou em 1989/90 um caminho que o levaria à 2ª Divisão de Honra.
Nesta temporada de 1989/90 subiu à 2ª Divisão Nacional e em 1991/92, ascenderia à 2ª Divisão de Honra, vencendo a Zona Sul com grande vantagem sobre o 2º classificado e onde a equipa alentejana do SC Campomaiorense se sagraria Campeão Nacional da 2ª Divisão.
Em 1992/93 disputou a 2ª Divisão de Honra, mas fruto do 17º lugar na classificação final voltou ao escalão da 2ª Divisão “B”.
Na temporada seguinte, de 1993/94, o Amora FC foi o Campeão Nacional da 2ª Divisão “B”, depois de vencer a Zona Sul, com o treinador Ricardo Formosinho, antigo jogador do clube.
Na época de 1994/95 competiu novamente na 2ª Divisão de Honra, mas voltou a não conseguir a manutenção, terminando de novo a prova na 17ª posição e, concludentemente, relegado à 2ª Divisão Nacional “B”.
A partir de então a vida foi bem mais penosa para o clube, quer desportivamente, mas acima de tudo financeiramente, levando o Amora FC quase à ruína, fruto da participação em competições exigentes sem suporte financeiro e social.
Na temporada de 1995/96 o clube desceria à 3ª Divisão Nacional regressando à 2ª Divisão “B” em 1998/99, depois do 2º lugar obtido na Série F na época de 1997/98.
Em 1999/00 foi novamente despromovido, apesar de ter regressado à 2ª Divisão “B” logo na época seguinte.
Os problemas financeiros, fruto das dividas nomeadamente à Segurança Social, agonizaram ainda mais a vida do Amora FC, com reflexo naturalmente no desempenho desportivo daquele popular clube.
No final da época de 2004/05 o Amora FC desceu definitivamente à 3ª Divisão Nacional.
Em 2008/09 volta a disputar o Campeonato Distrital da Associação de Futebol de Setúbal, ao fim de 40 anos nos Campeonatos Nacionais.
Em 2012/13 torna à 3ª Divisão Nacional, voltando ao Campeonato Distrital da Associação de Futebol de Setúbal no fim dessa época, escalão onde se encontra atualmente.
Na época 2017/18, sagra-se campeão distrital invicto, batendo o recorde pontos do clube na competição, acumulando ainda a melhor defesa e o melhor ataque da prova, regressando assim aos palcos do futebol nacional, passando a integrar na próxima época o Campeonato de Portugal na série D.

## Atualidade Formativa
Atualmente, o clube é dividido em 3 segmentos:
- A SAD, que gere o futebol profissional: Equipa principal, Equipa "B", Sub 22, Sub 19 e Sub 18
- O Clube, que gere o futebol feminino e gere todo o futebol de formação masculino como Feminino.

## Estádio
A equipa disputa os seus jogos no Estádio da Medideira desde 1926, com piso relvado desde 1983 e tem atualmente apenas capacidade para cerca de 1 500 espectadores. O estádio, que já teve maior capacidade, tem desativados os dois topos e o peão, permanecendo apenas utilizável a bancada central. No Estádio existe também o Espaço Sócio e a Loja Azul onde se podem adquirir produtos relacionados com o clube.
As camadas jovens do Amora Futebol Clube, disputam os seus encontros no Campo nº 2 com piso sintético e, desde junho de 2018, o clube passou a contar com o Centro de Treinos do Serrado, cedido pela Câmara Municipal do Seixal e com projeto do Arquiteto José Pequeno.

## Classificações
| Época   | Competição                             | Classificação               | Jogos | Vitórias | Empates | Derrotas | GM-GS  | Pontos |
| ------- | -------------------------------------- | --------------------------- | ----- | -------- | ------- | -------- | ------ | ------ |
| 1933/34 | Campeonato de Setúbal                  | 5º Lugar                    | 14    | 5        | 0       | 9        | 12-46  | 24**** |
| 1939/40 | II Divisão - Série Estremadura Série 3 | 2º Lugar                    | 10    | 6        | 1       | 3        | 27-18  | 13     |
| 1940/41 | II Divisão - Série Estremadura Série 3 | 1º Lugar                    | 6     | 4        | 1       | 1        | 18-5   | 9      |
| 1942/43 | II Divisão - Série 11 - Subsérie 1     | 5º Lugar                    | 10    | 1        | 2       | 7        | 16-38  | 4      |
| 1943/44 | II Divisão - Série 11 - Subsérie 2     | 6º Lugar                    | 10    | 0        | 5       | 5        | 16-40  | 5      |
| 1944/45 | II Divisão - Série 13                  | 4º Lugar                    | 10    | 4        | 2       | 4        | 15-18  | 10     |
| 1945/46 | II Divisão - Série 14                  | 3º Lugar                    | 6     | 3        | 0       | 3        | 16-14  | 6      |
| 1946/47 | II Divisão - Série 10                  | 4º Lugar                    | 8     | 2        | 0       | 6        | 11-20  | 4      |
| 1953/54 | III Divisão Nacional Série 6           | 6º Lugar                    | 8     | 2        | 1       | 5        | 7-16   | 5      |
| 1953/54 | 1ª Divisão Distrital A. F. Setúbal     | 1º Lugar****                | N/D   | N/D      | N/D     | N/D      | N/D    | N/D    |
| 1957/58 | III Divisão Nacional Série 6           | 7º Lugar                    | 14    | 3        | 2       | 9        | 15-31  | 8      |
| 1958/59 | III Divisão Nacional Série 6           | 7º Lugar                    | 14    | 2        | 3       | 9        | 15-40  | 7      |
| 1960/61 | 1ª Divisão Distrital A. F. Setúbal     | N/D                         | N/D   | N/D      | N/D     | N/D      | N/D    | N/D    |
| 1961/62 | III Divisão Nacional Série 6           | 2º Lugar                    | 14    | 9        | 1       | 4        | 27-18  | 19**   |
| 1961/62 | 1ª Divisão Distrital A. F. Setúbal     | 1º Lugar****                | N/D   | N/D      | N/D     | N/D      | N/D    | N/D    |
| 1962/63 | III Divisão Nacional Série 7           | 2º Lugar                    | 10    | 6        | 2       | 2        | 20-13  | 14     |
| 1962/63 | 1ª Divisão Distrital A. F. Setúbal     | 1º Lugar****                | N/D   | N/D      | N/D     | N/D      | N/D    | N/D    |
| 1963/64 | III Divisão Nacional Série 7           | 2º Lugar                    | 10    | 6        | 2       | 2        | 20-9   | 14     |
| 1964/65 | III Divisão Nacional Série 7           | 6º Lugar                    | 10    | 2        | 0       | 8        | 12-23  | 4      |
| 1965/66 | 1ª Divisão Distrital A. F. Setúbal     | N/D                         | N/D   | N/D      | N/D     | N/D      | N/D    | N/D    |
| 1966/67 | III Divisão Nacional Série 7           | 6º Lugar                    | 10    | 3        | 2       | 5        | 15-27  | 8      |
| 1967/68 | 1ª Divisão Distrital A. F. Setúbal     | N/D                         | N/D   | N/D      | N/D     | N/D      | N/D    | N/D    |
| 1968/69 | 1ª Divisão Distrital A. F. Setúbal     | 1º Lugar                    | N/D   | N/D      | N/D     | N/D      | N/D    | N/D    |
| 1969/70 | III Divisão Nacional Série D           | 12º Lugar                   | 26    | 9        | 4       | 13       | 36-41  | 22     |
| 1970/71 | III Divisão Nacional Série D           | 5º Lugar                    | 30    | 14       | 4       | 12       | 43-33  | 32     |
| 1971/72 | III Divisão Nacional Série D           | 9º Lugar                    | 30    | 10       | 9       | 11       | 42-42  | 29     |
| 1972/73 | III Divisão Nacional Série D           | 6º Lugar                    | 30    | 12       | 10      | 8        | 41-38  | 34     |
| 1973/74 | III Divisão Nacional Série D           | 7º Lugar                    | 34    | 15       | 7       | 12       | 68-56  | 37     |
| 1974/75 | III Divisão Nacional Série D           | 2º Lugar                    | 38    | 20       | 8       | 10       | 59-39  | 48     |
| 1975/76 | III Divisão Nacional Série D           | 7º Lugar                    | 38    | 15       | 10      | 13       | N/D    | 40     |
| 1976/77 | III Divisão Nacional Série F           | 1º Lugar *                  | 30    | 25       | 2       | 3        | 58-12  | 52     |
| 1977/78 | II Divisão Nacional Zona Sul           | 6º Lugar                    | 30    | 11       | 10      | 9        | 44-40  | 32     |
| 1978/79 | II Divisão Nacional Zona Sul           | 4º Lugar                    | 30    | 12       | 11      | 7        | 41-27  | 35     |
| 1979/80 | II Divisão Nacional Zona Sul           | 1º Lugar                    | 30*** | 15       | 12      | 3        | 50-23  | 42     |
| 1980/81 | I Divisão Nacional                     | 12º Lugar                   | 30    | 10       | 5       | 15       | 38-51  | 25     |
| 1981/82 | I Divisão Nacional                     | 11º Lugar                   | 30    | 6        | 12      | 12       | 29-37  | 24     |
| 1982/83 | I Divisão Nacional                     | 15º Lugar                   | 30    | 6        | 6       | 18       | 23-55  | 18     |
| 1983/84 | II Divisão Nacional Zona Sul           | 9º Lugar                    | 30    | 10       | 7       | 13       | 43-51  | 27     |
| 1984/85 | II Divisão Nacional Zona Sul           | 14º Lugar                   | 30    | 5        | 10      | 15       | 26-43  | 20     |
| 1985/86 | III Divisão Nacional Série F           | 3º Lugar                    | 30    | 16       | 8       | 6        | 53-25  | 40     |
| 1986/87 | III Divisão Nacional Série F           | 3º Lugar                    | 30    | 15       | 10      | 5        | 44-22  | 40     |
| 1987/88 | II Divisão Nacional Zona Sul           | 15º Lugar                   | 38    | 11       | 9       | 18       | 43-64  | 31     |
| 1988/89 | III Divisão Nacional Série F           | 4º Lugar                    | 34    | 17       | 5       | 12       | 46-32  | 39     |
| 1989/90 | III Divisão Nacional Série F           | 3º Lugar                    | 34    | 18       | 7       | 9        | 58-37  | 43     |
| 1990/91 | II Divisão Nacional Zona Sul           | 6º Lugar                    | 38    | 12       | 19      | 7        | 51-33  | 43     |
| 1991/92 | II Divisão Nacional Zona Sul           | 1º Lugar                    | 38    | 22       | 9       | 7        | 61-21  | 53     |
| 1992/93 | 2ª Divisão de Honra                    | 17º Lugar                   | 34    | 7        | 10      | 17       | 27-53  | 24     |
| 1993/94 | II Divisão Nacional Zona Sul           | 1º Lugar                    | 34    | 19       | 9       | 6        | 59-26  | 46     |
| 1994/95 | Liga de Honra                          | 17º Lugar                   | 34    | 7        | 13      | 14       | 30-42  | 27     |
| 1995/96 | II Divisão Nacional Zona Sul           | 18º Lugar                   | 34    | 2        | 13      | 19       | 22-64  | 19     |
| 1996/97 | III Divisão Nacional Série F           | 3º Lugar                    | 34    | 15       | 10      | 9        | 46-33  | 55     |
| 1997/98 | III Divisão Nacional Série F           | 4º Lugar                    | 34    | 19       | 7       | 8        | 61-33  | 63     |
| 1998/99 | II Divisão Nacional Zona Sul           | 7º Lugar                    | 34    | 14       | 9       | 11       | 49-49  | 51     |
| 1999/00 | II Divisão Nacional Zona Sul           | 19º Lugar                   | 38    | 5        | 8       | 25       | 45-102 | 23     |
| 2000/01 | III Divisão Nacional Série F           | 1º Lugar                    | 34    | 20       | 5       | 9        | 62-38  | 65     |
| 2001/02 | II Divisão Nacional Zona Sul           | 15º Lugar                   | 38    | 11       | 13      | 14       | 49-54  | 46     |
| 2002/03 | II Divisão Nacional Zona Sul           | 4º Lugar                    | 38    | 17       | 9       | 12       | 48-39  | 60     |
| 2003/04 | II Divisão Nacional Zona Sul           | 16º Lugar                   | 38    | 12       | 8       | 18       | 46-61  | 44     |
| 2004/05 | II Divisão Nacional Zona Sul           | 20º Lugar                   | 38    | 5        | 10      | 23       | 36-68  | 25     |
| 2005/06 | III Divisão Nacional Série F           | 8º Lugar                    | 32    | 12       | 7       | 13       | 41-40  | 43     |
| 2006/07 | III Divisão Nacional Série F           | 3º Lugar                    | 28    | 13       | 7       | 8        | 31-31  | 46     |
| 2007/08 | III Divisão Nacional Série F           | 12º Lugar                   | 32    | 10       | 5       | 17       | 32-49  | 21     |
| 2008/09 | 1ª Divisão Distrital A. F. Setúbal     | 4º Lugar                    | 30    | 15       | 9       | 6        | 47-29  | 54     |
| 2009/10 | 1ª Divisão Distrital A. F. Setúbal     | 3º Lugar                    | 30    | 18       | 7       | 5        | 54-24  | 61     |
| 2010/11 | 1ª Divisão Distrital A. F. Setúbal     | 8º Lugar                    | 30    | 13       | 3       | 14       | 42-44  | 42     |
| 2011/12 | 1ª Divisão Distrital A. F. Setúbal     | 3º Lugar                    | 30    | 18       | 5       | 7        | 56-30  | 59     |
| 2012/13 | III Divisão Nacional Série F           | 1º Lugar                    | 32    | 13       | 8       | 11       | 46-50  | 34     |
| 2013/14 | 1ª Divisão Distrital A. F. Setúbal     | 2º Lugar                    | 30    | 21       | 3       | 6        | 66-29  | 66     |
| 2014/15 | 1ª Divisão Distrital A. F. Setúbal     | 2º Lugar                    | 30    | 23       | 9       | 1        | 60-22  | 69     |
| 2015/16 | 1ª Divisão Distrital A. F. Setúbal     | 2º Lugar                    | 30    | 21       | 5       | 4        | 66-23  | 68     |
| 2016/17 | 1ª Divisão Distrital A. F. Setúbal     | 2º Lugar                    | 30    | 21       | 5       | 4        | 78-26  | 68     |
| 2017/18 | 1ª Divisão Distrital A. F. Setúbal     | 1º Lugar                    | 30    | 24       | 6       | 0        | 77-13  | 78     |
| 2018/19 | Campeonato de Portugal Série C         | 6º Lugar                    | 34    | 18       | 6       | 10       | 49-36  | 60     |
| 2019/20 | Campeonato de Portugal Série C         | 10º Lugar                   | 28    | 6        | 10      | 9        | 28-32  | 28     |
| 2020/21 | Campeonato de Portugal Série H         | 2º Lugar (FR) 1º Lugar (FM) | 29    | 18       | 8       | 3        | 47-20  | 56     |
| 2021/22 | Liga 3                                 | 5º Lugar (FR) 1º Lugar (FM) | 30    | 14       | 4       | 12       | 38-29  | 51     |
| 2022/23 | Liga 3                                 | 1º Lugar (FR) 4º Lugar (FS) | 30    | 17       | 3       | 10       | 51-39  | 51     |

Legenda:
- * Na temporada de 1976/77, o Amora Futebol Clube venceu a Série F e disputou o apuramento de campeão, ficando em 2º, tendo sido o Cova da Piedade a vencer o grupo, apurando-se para a final contra o Rio Ave.
- **Até 1995 os pontos por vitória eram 2 e 1 por empate.
- ***Apuramento de campeão contra o Penafiel e a Académica de Coimbra, tendo sido Campeão.
- O Amora Futebol Clube disputava o Campeonato Nacional organizado pela FPF e simultaneamente o Campeonato Distrital organizado pela AFS.

- A pontuação atribuída era de 3 pontos por vitória, 2 pontos por empate e 1 ponto por derrota.
- FR - Fase Regular. FM - Fase de Manutenção. FS - Fase de Subida.

## Títulos
1. 1 títulos de campeão nacional da 2ª Divisão (tendo disputado a 1ª Divisão) no ano 1979/80.
2. 2 títulos da 2ª Divisão "B" (promovido à Liga de Honra), no ano 1993/94.
3. 1 título de campeão nacional da 3ª Divisão, no ano 2000/01.
4. 5 títulos de campeão distrital do Campeonato da 1ª Divisão da AF Setúbal, nos anos 1953/54, 1961/62, 1962/63, 1968/69, 2017/18.
5. 1 título de campeão distrital do Campeonato da 2ª Divisão da AF Setúbal, nos anos 2021/22
6. 3 taças da AF Setúbal nos anos 2013/14, 2015/16, 2016/17.
7. 1 taça da AF Setúbal em Futebol Feminino 2018/19 e 2021/22.

## Presidentes do Amora
|                 | Nome                               | Mandato               |
| --------------- | ---------------------------------- | --------------------- |
| 1º. Presidente  | João Batista Cunha                 | 1921/1922             |
| 2º. Presidente  | Manuel Correia                     | 1932/1933             |
| 3º. Presidente  | José M. Vinagre Preto da Cruz      | 1935/1936             |
| 4º. Presidente  | António Luiz da Costa Junior       | 1936/1937             |
| 5º. Presidente  | Lídio Soares Vieira                | 1938/1939             |
| 6º. Presidente  | António Nunes Tiago                | 1939/1940             |
| 7º. Presidente  | Teodomiro Costa                    | 1944/1945             |
| 8º. Presidente  | Efigénio Aires de Sousa            | 1945/1946             |
| 9º. Presidente  | António Soares Pacheco             | 1948/1949             |
| 10º. Presidente | Joaquim Lizardo                    | 1949/1950             |
| 11º. Presidente | Joaquim Galha dos Santos           | 1952/1953             |
| 12º. Presidente | Joaquim Galha dos Santos           | 1953/1954             |
| 13º. Presidente | Joaquim Pinheiro                   | 1957/1958             |
| 14º. Presidente | Efigénio Aires de Sousa            | 1958/1959             |
| 15º. Presidente | Joaquim Pinto Malta                | 1959/1960             |
| 16º. Presidente | Felismino Galha dos Santos         | 1960/1961             |
| 17º. Presidente | Manuel Batista de Oliveira         | 1961/1962             |
| 18º. Presidente | Dr. Joaquim Mendes Gargaleiro      | 1963/1964             |
| 19º. Presidente | Cesário Gomes Henriques            | 1964/1965             |
| 20º. Presidente | Manuel Batista de Oliveira         | 1965/1966             |
| 21º. Presidente | Fernando Afonso de Almeida Rocha   | 1967/1968             |
| 22º. Presidente | Guilherme Octávio Costa Almeida    | 1968/1969             |
| 23º. Presidente | Sebastião Pinheiro                 | 1969/1970             |
| 24º. Presidente | Joaquim Pinheiro                   | 1970/1971             |
| 25º. Presidente | Manuel do Nascimento               | 1971/1972             |
| 26º. Presidente | Sebastião Pinheiro                 | 1972/1973             |
| 27º. Presidente | Diamantino Rodrigues Barros        | 1973/1974             |
| 28º. Presidente | José Augusto Guerreiro             | 1974/1975             |
| 29º. Presidente | Rui da Conceição                   | 1975/1976             |
| 30º. Presidente | Alfredo Correia da Silva           | 1976/1977             |
| 31º. Presidente | Mário Rui da Silva Ribeiro         | 1976/1977 a 1978/1979 |
| 32º. Presidente | Durives Pereira                    | 1979/1980 a 1980/1981 |
| 33º. Presidente | Fernando Martinho Paixão Santos    | 1981/1982 a 1984/1985 |
| 34º. Presidente | Mário Rui da Silva Ribeiro         | 1985/1986 a 1995/1996 |
| 35º. Presidente | Manuel Guerreiro Gonçalves         | 1996/1997 a 1998/1999 |
| 36º. Presidente | José Manuel Vicente Moreira Mendes | 1999/2000 a 2012/2013 |
| 37º. Presidente | Carlos Manuel da Silva Henriques   | 2013 - 2021           |
| 38º. Presidente | Paulo Cunha Cavaco                 | 2021 - 2022           |
| 38º. Presidente | Rui Pedro                          | 2022 - Presente       |